# Тяга присідання

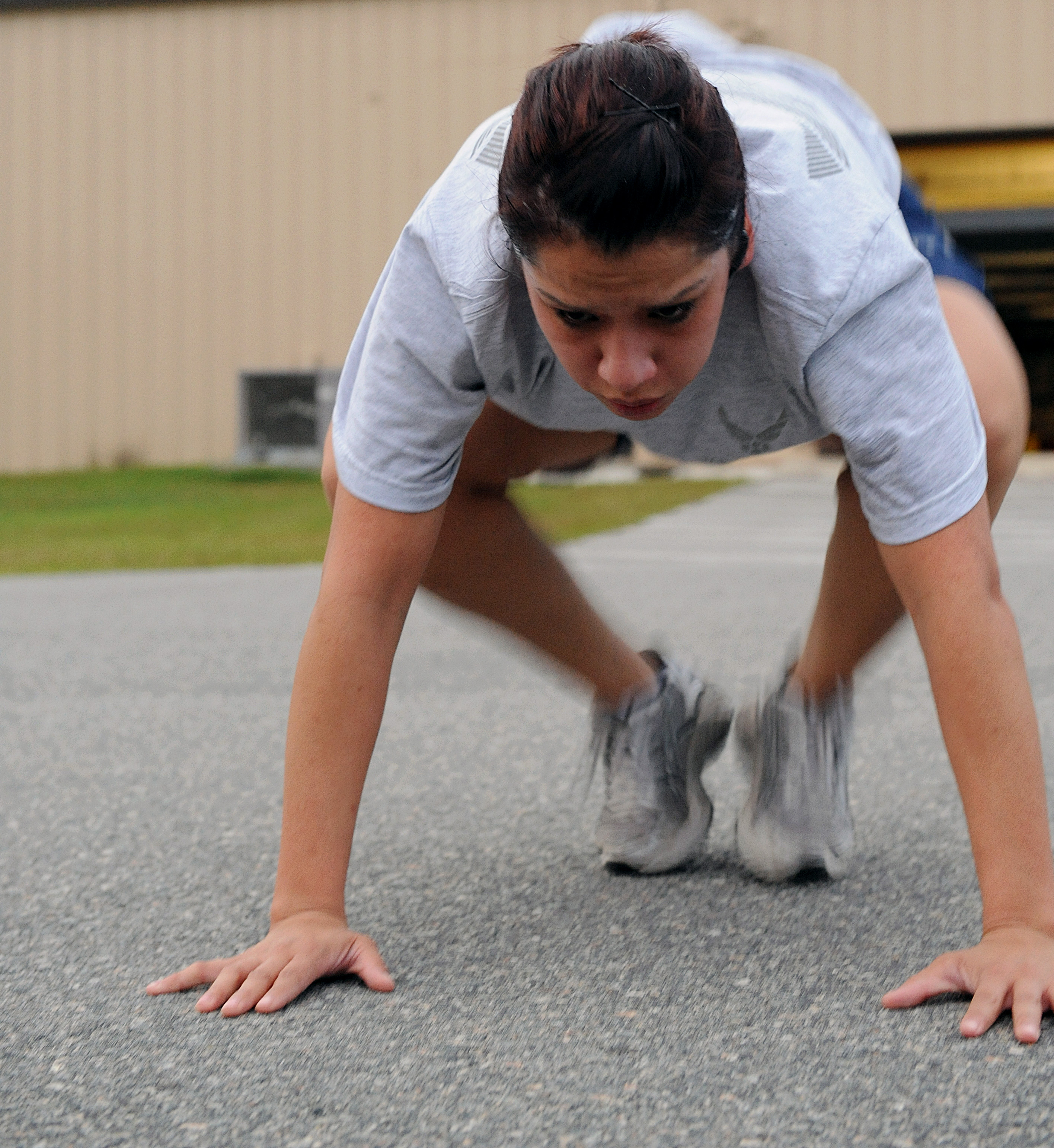
Старший сержант Крістіна Каун виконує вправу з тяги в присіданні на авіабазі «Муді» в 2009 році.

Тяга присідання (англ. squat thrust) або вгору-вниз (англ. up down) — гімнастична вправа. Зазвичай це виконується так:
1. Зігніть ноги в колінах і опустіться в оложення навпочіпки, потім опустіться вперед, поклавши руки на землю, в упор віджимаючись.
2. Відкинувши ноги назад, опустіться вперед в упор для віджимання.
3. Знову витягніть ноги вперед в упор присівши, поклавши руки на підлогу..

Різновидом є почергові поштовхи ногами або поштовхи з розведенням ніг. Виконується з тієї ж позиції, що і звичайна тяга присідаючи, а потім розводячи ноги в русі; тримаючись на носках під час вправи, підніміть одну ногу ззаду вгору до грудей плавним рухом, як тільки стопа цієї ноги досягне землі, інша нога повинна почати підніматися до грудей, і в той же час провідна нога повинна повернутися у вихідну позицію.